# Gondo Yusuke
Yusuke Gondo (sinh ngày 7 tháng 10 năm 1982) là một cầu thủ bóng đá người Nhật Bản.

## Sự nghiệp câu lạc bộ
Yusuke Gondo đã từng chơi cho Consadole Sapporo, Mito HollyHock và Zweigen Kanazawa.